# FSK Satellite
Gli FSK Satellite sono stati un gruppo musicale trap italiano composto da Taxi B, Sapobully e Chiello.

## Storia

### Nascita e i due album (2017-2021)
Il gruppo nasce nel 2017 a Genova per poi spostarsi a Milano; è composto da ragazzi di origine lucana: Sapobully (inizialmente noto come SapoHaze), Chiello, Taxi B (in precedenza noto come Disa e poi come TAXMANIA, al secolo Michele Ballabene), ThugNizü, Powv e YoungGucci. Il primo brano del collettivo è Flexioni, pubblicato su YouTube il 2 giugno 2017, a cui partecipano Sapobully, Chiello e Younggucci. Nel 2018 esce Zingaro, album indipendente composto da 8 tracce, nel quale si denotano le influenze drill di Sapobully e quelle emo di Chiello.
Il collettivo sale alla ribalta con l'album FSK Trapshit, pubblicato il 12 luglio 2019 per l'etichetta Thaurus e distribuito da Universal. L'album, appartenente al filone della trap, presenta alcune influenze hardstyle, screamo ed emo. Il 6 dicembre 2019, viene pubblicata la riedizione di FSK Trapshit: FSK Trapshit Revenge, contenente 7 brani inediti; uno tra questi è Capi della trap, realizzato in collaborazione con Gué Pequeno. Grazie alla sua riedizione, FSK Trapshit ha raggiunto la sesta posizione nella Classifica FIMI Album. A gennaio 2020 l'album ha ricevuto un disco d'oro dalla Federazione Industria Musicale Italiana per aver totalizzato più di 25.000 unità di vendita a livello nazionale, mentre nel successivo settembre ha superato il limite delle 50.000 vendite, diventando così disco di platino.
Durante i primi mesi del 2020 i vari membri del gruppo pubblicano un singolo solista, ovvero Crema di buccia di Chiello, 10 sprite di Taxi B e Mitra di Sapobully, tutti e tre prodotti da Greg Willen. Crema di buccia verrà poi inserito nell'album solista di Chiello.
Anticipato dal singolo Settimana al caldo, l'11 settembre viene pubblicato il secondo album in studio del collettivo, Padre figlio e spirito. Composto da quindici tracce, presenta i featuring dei rapper Sfera Ebbasta, Chief Keef e Tadoe.
Il 29 giugno 2021 i membri del gruppo annunciano tramite un comunicato sui loro profili social la decisione di dividersi e dedicarsi a progetti solisti. In occasione della divisione, il 1 luglio 2021 viene pubblicata digitalmente la riedizione di Padre figlio e spirito, contenente la traccia aggiuntiva Sudditaliano, prodotta da Greg Willen.

## Stile e influenze
Comparati al collettivo romano Dark Polo Gang per le tematiche simili trattate (soldi, droga e donne), i membri della FSK Satellite sono riconducibili a diversi generi: Taxi B tende allo stile punk e screamo, Sapobully è spesso accostato alla trap, mentre Chiello è più vicino allo stile emo rap e indie pop.

## Controversie
Il gruppo, analogamente ad altri artisti dell'ambiente trap italiano, è stato più volte criticato per la crudezza dei temi trattati, prevalentemente droga, donne e denaro e per l'ostentazione sui social di sostanze stupefacenti. Critiche sono arrivate in particolare dai rapper Gemitaiz e Salmo. Successivamente, quest'ultimo ha collaborato con Taxi B in Machete Satellite, brano contenuto nel mixtape Bloody Vinyl 3 del produttore Slait.

## Formazione

### Componenti
- Taxi B – voce (2017-2021)
- Sapobully – voce (2017-2021)
- Chiello – voce (2017-2021)
- Greg Willen - produzione (2017-2021)

### Altri membri
- ThugNizü – voce (2017-2019)
- Powv – produzione (2017-2019)

### Ex componenti
- Younggucci – voce (2017-2019)

## Discografia

### Album in studio
- 2019 – FSK Trapshit
- 2020 – Padre figlio e spirito

### Mixtape
- 2018 – Zingaro (SapoHaze & Chiello)

### EP
- 2019 – Non troverai un tesoro (Chiello e Powv_Fsk)

### Singoli
- 2018 – Fsk (con Greg Willen)
- 2020 – Snitch e impicci (con DrefGold)
- 2020 – Settimana al caldo (con Greg Willen)
- 2020 – Ragazzi della nebbia (con Mace e Irama)

### Collaborazioni
- 2020 – Money dance (Oni One feat. FSK Satellite) (da Grizzly)

## Filmografia
- Lovely Boy, regia di Francesco Lettieri (2021) – cameo